# Луций Юний Цезений Пет
Вижте пояснителната страница за други личности с името Луций Юний Цезений Пет.
Луций Юний Цезений Пет (на латински: Lucius Iunius Caesennius Paetus; † 71/73 г.) е политик на Римската империя.
През 61 г. от януари до юни е консул заедно с Публий Петроний Турпилиан. Същата година Нерон го изпраща като легат (legatus Augusti pro praetore) да пази Армения в Кападокия. Император Веспасиан го изпраща през 70 г. като управител на провинция Сирия. През 71/72 г. побеждава там Антиох IV от Комагена. Комагена след това е присъединена към провинция Сирия.
Вероятно е баща на Луций Юний Цезений Пет (суфектконсул 79 г.).